# Ânderson Lima
Ânderson Lima (São Paulo, 18 maart 1973) is een Braziliaans voetballer.